# Osmia marginipennis
Osmia marginipennis là một loài Hymenoptera trong họ Megachilidae. Loài này được Cresson mô tả khoa học năm 1878.